# Unione Sportiva Sassuolo Calcio 2023-2024 (femminile)
Questa voce raccoglie le informazioni riguardanti la sezione femminile dell'Unione Sportiva Sassuolo Calcio nelle competizioni ufficiali della stagione 2023-2024.

## Stagione
Quella del 2023-24 è stata la settima stagione in Serie A femminile del Sassuolo, seconda stagione a carattere professionistico nella storia della massima serie italiana. Dopo un inizio di campionato al di sotto della aspettative e con quattro sconfitte nelle prime cinque gare, la squadra ha progressivamente risalito la classifica e, grazie a un girone di ritorno molto positivo, ha concluso la stagione regolare al quarto posto, accedendo così alla poule scudetto, a pari punti con l'Inter. Nel corso della poule scudetto la squadra è riuscita a mantenere la quarta posizione con 36 punti conquistati, frutto di 11 vittorie, 3 pareggi e 12 sconfitte. Decisiva è risultata la vittoria per 4-2 in casa dell'Inter alla penultima giornata, grazie a una tripletta di Lana Clelland.
In Coppa Italia la squadra è arrivata ai quarti di finale. Dopo aver eliminato il Parma agli ottavi di finale con una rete realizzata nei minuti di recupero del secondo tempo, ai quarti è stata eliminata dal Milan, perdendo 0-3 sia l'andata che il ritorno.

## Divise e sponsor
La grafica è la stessa adottata dalla squadra maschile del Sassuolo. Il main sponsor rimane nuovamente Mapei, così come quello tecnico, fornitore delle divise da gioco, Puma.
| Casa | Trasferta |

## Organigramma societario
Dati estratti dal sito ufficiale.
Area amministrativa
- Presidente sezione femminile: Elisabetta Vignotto
- Direttore sviluppo calcio femminile: Alessandro Terzi
- Responsabile settore giovanile:
- Responsabile scouting femminile: Lorenzo Romagnoli
- Segreteria: Giorgio Gagliardi, Francesco Messori
- Area marketing, comunicazioni e sponsorizzazioni: Master Group Sport
- Addetto stampa: Greta Spagnulo

Area tecnica
- Allenatore: Gianpiero Piovani
- Vice allenatore:

## Rosa
Rosa e numeri come da sito ufficiale.
| N. |                      | Ruolo | Calciatrice         |
| -- | -------------------- | ----- | ------------------- |
| 1  | Italia (bandiera)    | P     | Lia Lonni           |
| 2  | Belgio (bandiera)    | D     | Davina Philtjens    |
| 3  | Italia (bandiera)    | D     | Sara Mella          |
| 4  | Danimarca (bandiera) | D     | Caroline Pleidrup   |
| 5  | Italia (bandiera)    | D     | Angela Passeri      |
| 6  | Sudafrica (bandiera) | C     | Refiloe Jane        |
| 7  | Italia (bandiera)    | D     | Erika Santoro       |
| 8  | Italia (bandiera)    | C     | Giada Pondini       |
| 9  | Italia (bandiera)    | A     | Daniela Sabatino    |
| 10 | Italia (bandiera)    | C     | Anastasia Ferrara   |
| 11 | Italia (bandiera)    | A     | Chiara Beccari      |
| 12 | Belgio (bandiera)    | C     | Kassandra Missipo   |
| 14 | Italia (bandiera)    | D     | Mary Clare Petrillo |
| 15 | Italia (bandiera)    | C     | Benedetta Brignoli  |
| 16 | Francia (bandiera)   | P     | Solène Durand       |
| 17 | Italia (bandiera)    | C     | Cecilia Prugna      |

| N. |                       | Ruolo | Calciatrice                      |
| -- | --------------------- | ----- | -------------------------------- |
| 18 | Slovacchia (bandiera) | C     | Karen Mak                        |
| 19 | Italia (bandiera)     | C     | Manuela Sciabica                 |
| 20 | Italia (bandiera)     | D     | Benedetta Orsi                   |
| 23 | Italia (bandiera)     | D     | Giorgia Tudisco                  |
| 26 | Scozia (bandiera)     | A     | Lana Clelland                    |
| 27 | Italia (bandiera)     | A     | Valeria Monterubbiano            |
| 28 | Italia (bandiera)     | C     | Martina Brustia                  |
| 29 | Slovenia (bandiera)   | D     | Naja Poje Mihelič                |
| 32 | Austria (bandiera)    | P     | Isabella Kresche                 |
| 33 | Danimarca (bandiera)  | D     | Julie Nowak                      |
| 46 | Italia (bandiera)     | D     | Alice Rossi                      |
| 77 | Ungheria (bandiera)   | D     | Virág Nagy                       |
| 78 | Francia (bandiera)    | D     | Bénédicte Simon                  |
| 85 | Italia (bandiera)     | D     | Maria Luisa Filangeri (capitano) |
| 91 | Francia (bandiera)    | C     | Annahita Zamanian                |
| 99 | Svezia (bandiera)     | A     | Loreta Kullashi                  |

## Calciomercato

### Sessione estiva
| Acquisti | Acquisti           | Acquisti   | Acquisti      |
| R.       | Nome               | da         | Modalità      |
| -------- | ------------------ | ---------- | ------------- |
| P        | Solène Durand      | Guingamp   | definitivo    |
| D        | Angela Passeri     | Inter      | prestito      |
| D        | Erika Santoro      | Parma      |               |
| C        | Veronica Battelani | Pomigliano | fine prestito |
| C        | Kassandra Missipo  | Basilea    | definitivo    |
| C        | Cecilia Prugna     | Roma       | prestito      |
| C        | Annahita Zamanian  | Juventus   | definitivo    |
| A        | Chiara Beccari     | Juventus   | prestito      |
| A        | Loreta Kullashi    | Rosengård  | prestito      |

| Cessioni | Cessioni            | Cessioni    | Cessioni      |
| R.       | Nome                | a           | Modalità      |
| -------- | ------------------- | ----------- | ------------- |
| P        | Francesca De Bona   | Res Roma    | prestito      |
| P        | Nicole Lauria       | Bologna     | in prestito   |
| D        | Tamar Dongus        | Grasshopper | definitivo    |
| D        | Alice Pellinghelli  | Napoli      | in prestito   |
| C        | Veronica Battelani  | Sampdoria   | prestito      |
| C        | Melissa Bellucci    | Juventus    | fine prestito |
| C        | Nicole Da Canal     | Bologna     | in prestito   |
| C        | Martina Tomaselli   | Roma        | definitivo    |
| A        | Eleonora Goldoni    | Lazio       | definitivo    |
| A        | Dajan Hashemi       | Brøndby     | definitivo    |
| A        | Giuseppina Moraca   | Lazio       | definitivo    |
| A        | Isotta Nocchi       | Arezzo      | definitivo    |
| A        | Evdokija Popadinova | Lazio       | definitivo    |

### Sessione invernale
| Acquisti | Acquisti          | Acquisti | Acquisti |
| R.       | Nome              | da       | Modalità |
| -------- | ----------------- | -------- | -------- |
| D        | Naja Poje Mihelič | Radomlje | [ 28 ]   |
| D        | Bénédicte Simon   | Juventus | prestito |

| Cessioni | Cessioni          | Cessioni  | Cessioni |
| R.       | Nome              | a         | Modalità |
| -------- | ----------------- | --------- | -------- |
| D        | Virág Nagy        | Sampdoria |          |
| D        | Alice Rossi       | Bologna   | prestito |
| C        | Martina Brustia   | Sampdoria |          |
| C        | Anastasia Ferrara | Ternana   | [ 31 ]   |
| C        | Karen Mak         | Cesena    | prestito |

## Risultati

### Serie A

#### Prima fase

##### Girone di andata
| Arbitro: | Sacchi (Macerata) |

|                       |           |                    |
| Catena 8’ Cinotti 84’ | Marcatori | 5’ (rig.) Sabatino |

| Arbitro: | Renzi (Pesaro) |

|              |           |            |
| Sabatino 59’ | Marcatori | 54’ Harvey |

| Arbitro: | Galipò (Firenze) |

|          |           |                                     |
| Nagy 77’ | Marcatori | 53’ (rig.) Bonfantini 75’ Karchouni |

| Arbitro: | Vingo (Pisa) |

|                                             |           |  |
| Beerensteyn 6’, 35’ Girelli 21’ Garbino 45’ | Marcatori |  |

| Arbitro: | Zoppi (Firenze) |

|              |           |                                   |
| Zamanian 67’ | Marcatori | 19’ Škorvánková 90+1’ (aut.) Orsi |

| Arbitro: | Ursini (Pescara) |

|  |           |              |
|  | Marcatori | 70’ Sciabica |

| Arbitro: | Rinaldi (Bassano del Grappa) |

|                |           |            |
| Bergamaschi 3’ | Marcatori | 6’ Beccari |

| Arbitro: | Renzi (Pesaro) |

|  |           |                           |
|  | Marcatori | 15’ Giugliano 53’ Kumagai |

| Arbitro: | Colaninno (Nola) |

|  |           |                                     |
|  | Marcatori | 17’, 46’, 55’ Kullashi 42’ Clelland |

##### Girone di ritorno
| Arbitro: | Sacchi (Macerata) |

|             |           |                 |
| Beccari 85’ | Marcatori | 52’, 73’ Catena |

| Arbitro: | Vogliacco (Bari) |

|  |           |                          |
|  | Marcatori | 4’ Kullashi 48’ Clelland |

| Arbitro: | Peletti (Crema) |

|  |           |             |
|  | Marcatori | 27’ Beccari |

| Arbitro: | Ancora (Roma 1) |

|  |           |              |
|  | Marcatori | 89’ Echegini |

| Arbitro: | Mazzoni (Prato) |

|  |           |              |
|  | Marcatori | 84’ Clelland |

| Arbitro: | Di Reda (Molfetta) |

|                                 |           |  |
| Di Bari 62’ (aut.) Pleidrup 79’ | Marcatori |  |

| Arbitro: | Scarpa (Collegno) |

|                     |           |  |
| Sabatino 33’ (rig.) | Marcatori |  |

| Arbitro: | Virgilio (Trapani) |

|                              |           |  |
| Giacinti 8’ (rig.), 11’, 51’ | Marcatori |  |

| Arbitro: | Luongo (Napoli) |

|                           |           |  |
| Kullashi 53’ Sabatino 69’ | Marcatori |  |

#### Poule scudetto

##### Girone di andata
| Arbitro: | Poli (Verona) |

|               |           |  |
| Beccari 90+1’ | Marcatori |  |

| Arbitro: | Marotta (Sapri) |

|                                        |           |  |
| Giugliano 33’, 50’ (rig.) Giacinti 58’ | Marcatori |  |

| 29-30 marzo 2024 3ª giornata |  | – Turno di riposo |  |  |

| Arbitro: | Silvestri (Roma 1) |

|                           |           |                   |
| Sabatino 50’ Clelland 66’ | Marcatori | 47’ (rig.) Magull |

| Arbitro: | Renzi (Pesaro) |

|                         |           |             |
| Boattin 68’ Nyström 80’ | Marcatori | 55’ Beccari |

##### Girone di ritorno
| Arbitro: | Di Reda (Molfetta) |

|                                             |           |                                                    |
| Janogy 18’, 35’ Hammarlund 32’ Severini 43’ | Marcatori | 30’ Prugna 77’ Sabatino 82’ Missipo 90+1’ Sciabica |

| Arbitro: | Ramondino (Palermo) |

|                                                               |           |                                                                      |
| Clelland 23’, 75’ Sabatino 60’ Kullashi 75’ Monterubbiano 77’ | Marcatori | 5’, 11’ Giacinti 19’ Giugliano 47’ Glionna 62’ Viens 80’ Feiersinger |

| 4-5 maggio 2024 8ª giornata |  | – Turno di riposo |  |  |

| Arbitro: | D'Eusanio (Faenza) |

|                      |           |                                           |
| Bugeja 66’ Polli 68’ | Marcatori | 5’ Prugna 20’, 45+7’ (rig.), 55’ Clelland |

| Arbitro: | Gavini (Aprilia) |

|                                  |           |                                     |
| Kullashi 61’ Zamanian 81’ (rig.) | Marcatori | 30’ Echegini 34’ Caruso 74’ Girelli |

### Coppa Italia
| Arbitro: | Migliorini (Verona) |

|  |           |                      |
|  | Marcatori | 90+1’ (rig.) Santoro |

| Arbitro: | Sfira (Pordenone) |

|  |           |                      |
|  | Marcatori | 2’, 26’, 79’ Dubcová |

| Arbitro: | Lovison (Padova) |

|                                     |           |  |
| Grimshaw 4’ Dompig 15’ Stašková 78’ | Marcatori |  |

## Statistiche

### Statistiche di squadra
| Competizione | Punti | In casa | In casa | In casa | In casa | In casa | In casa | In trasferta | In trasferta | In trasferta | In trasferta | In trasferta | In trasferta | Totale | Totale | Totale | Totale | Totale | Totale | DR |
| Competizione | Punti | G       | V       | N       | P       | Gf      | Gs      | G            | V            | N            | P            | Gf           | Gs           | G      | V      | N      | P      | Gf     | Gs     | DR |
| ------------ | ----- | ------- | ------- | ------- | ------- | ------- | ------- | ------------ | ------------ | ------------ | ------------ | ------------ | ------------ | ------ | ------ | ------ | ------ | ------ | ------ | -- |
| Serie A      | 36    | 13      | 5       | 1       | 7       | 19      | 20      | 13           | 6            | 2            | 5            | 20           | 21           | 26     | 11     | 3      | 12     | 39     | 41     | -2 |
| Coppa Italia | -     | 1       | 0       | 0       | 1       | 0       | 3       | 2            | 1            | 0            | 1            | 1            | 3            | 3      | 1      | 0      | 2      | 1      | 6      | -5 |
| Totale       | -     | 14      | 5       | 1       | 8       | 19      | 23      | 15           | 7            | 2            | 6            | 21           | 24           | 29     | 12     | 3      | 14     | 40     | 47     | -7 |

### Andamento in campionato
| Giornata  | 1 | 2 | 3 | 4 | 5 | 6 | 7 | 8 | 9 | 10 | 11 | 12 | 13 | 14 | 15 | 16 | 17 | 18 | 19 | 20 | 21 | 22 | 23 | 24 | 25 | 26 | 27 | 28 |
| --------- | - | - | - | - | - | - | - | - | - | -- | -- | -- | -- | -- | -- | -- | -- | -- | -- | -- | -- | -- | -- | -- | -- | -- | -- | -- |
| Luogo     | T | C | C | T | C | T | T | C | T | C  | T  | T  | C  | T  | C  | C  | T  | C  | C  | T  | R  | C  | T  | T  | C  | R  | T  | C  |
| Risultato | P | N | P | P | P | V | N | P | V | P  | V  | V  | P  | V  | V  | V  | P  | V  | V  | P  | -  | V  | P  | N  | P  | -  | V  | P  |
| Posizione | 6 | 7 | 7 | 8 | 8 | 8 | 8 | 8 | 7 | 7  | 6  | 6  | 7  | 5  | 5  | 5  | 5  | 4  | 4  | 5  | 5  | 4  | 4  | 4  | 5  | 5  | 4  | 4  |

Legenda:

Luogo: C = Casa; T = Trasferta. Risultato: V = Vittoria; N = Pareggio; P = Sconfitta.

### Statistiche delle giocatrici
| Giocatore        | Serie A  | Serie A | Serie A     | Serie A    | Coppa Italia | Coppa Italia | Coppa Italia | Coppa Italia | Totale   | Totale | Totale      | Totale     |
| Giocatore        | Presenze | Reti    | Ammonizioni | Espulsioni | Presenze     | Reti         | Ammonizioni  | Espulsioni   | Presenze | Reti   | Ammonizioni | Espulsioni |
| ---------------- | -------- | ------- | ----------- | ---------- | ------------ | ------------ | ------------ | ------------ | -------- | ------ | ----------- | ---------- |
| C. Beccari       | 21       | 5       | 4           | 0          | 2            | 0            | 1            | 0            | 23       | 5      | 5           | 0          |
| B. Brignoli      | 13       | 0       | 1           | 0          | 1            | 0            | 0            | 0            | 14       | 0      | 1           | 0          |
| M. Brustia       | 1        | 0       | 0           | 0          | 1            | 0            | 0            | 0            | 2        | 0      | 0           | 0          |
| L. Clelland      | 21       | 9       | 0           | 0          | 1            | 0            | 0            | 0            | 22       | 9      | 0           | 0          |
| S. Durand        | 24       | -36     | 1           | 0          | 0            | 0            | 0            | 0            | 24       | -36    | 1           | 0          |
| A. Ferrara       | 2        | 0       | 0           | 0          | 0            | 0            | 0            | 0            | 2        | 0      | 0           | 0          |
| M.L. Filangeri   | 25       | 0       | 5           | 0          | 3            | 0            | 0            | 0            | 28       | 0      | 5           | 0          |
| R. Jane          | 7        | 0       | 0           | 0          | -            | -            | -            | -            | 7        | 0      | 0           | 0          |
| I. Kresche       | 2        | -2      | 0           | 0          | 1            | -3           | 0            | 0            | 3        | -5     | 0           | 0          |
| L. Kullashi      | 24       | 7       | 2           | 0          | 1            | 0            | 0            | 0            | 25       | 7      | 2           | 0          |
| L. Lonni         | 1        | -3      | 0           | 0          | 2            | -3           | 0            | 0            | 3        | -6     | 0           | 0          |
| K. Mak           | -        | -       | -           | -          | -            | -            | -            | -            | -        | -      | -           | -          |
| S. Mella         | 11       | 0       | 2           | 0          | 3            | 0            | 1            | 0            | 14       | 0      | 3           | 0          |
| N.P. Mihelič     | 12       | 0       | 1           | 0          | 1            | 0            | 0            | 0            | 13       | 0      | 1           | 0          |
| K. Missipo       | 24       | 1       | 1           | 0          | 2            | 0            | 0            | 0            | 26       | 1      | 1           | 0          |
| V. Monterubbiano | 16       | 1       | 0           | 0          | 3            | 0            | 1            | 0            | 19       | 1      | 1           | 0          |
| V. Nagy          | 1        | 1       | 0           | 0          | 1            | 0            | 0            | 0            | 2        | 1      | 0           | 0          |
| J. Nowak         | -        | -       | -           | -          | -            | -            | -            | -            | -        | -      | -           | -          |
| B. Orsi          | 20       | 0       | 3           | 0          | 1            | 0            | 0            | 0            | 21       | 0      | 3           | 0          |
| A. Passeri       | 10       | 0       | 2           | 0          | 2            | 0            | 0            | 0            | 12       | 0      | 2           | 0          |
| M.C. Petrillo    | -        | -       | -           | -          | -            | -            | -            | -            | -        | -      | -           | -          |
| D. Philtjens     | 24       | 0       | 1           | 0          | 1            | 0            | 0            | 0            | 25       | 0      | 1           | 0          |
| C. Pleidrup      | 26       | 1       | 3           | 0          | 2            | 0            | 0            | 0            | 28       | 1      | 3           | 0          |
| G. Pondini       | 24       | 0       | 0           | 0          | 3            | 0            | 0            | 0            | 27       | 0      | 0           | 0          |
| C. Prugna        | 21       | 2       | 1           | 0          | 3            | 0            | 1            | 0            | 24       | 2      | 2           | 0          |
| A. Rossi         | -        | -       | -           | -          | -            | -            | -            | -            | -        | -      | -           | -          |
| D. Sabatino      | 24       | 7       | 0           | 0          | 2            | 0            | 0            | 0            | 26       | 7      | 0           | 0          |
| E. Santoro       | 14       | 0       | 1           | 1          | 3            | 1            | 0            | 0            | 17       | 1      | 1           | 1          |
| M. Sciabica      | 11       | 2       | 2           | 0          | 3            | 0            | 0            | 0            | 14       | 2      | 2           | 0          |
| B. Simon         | 7        | 0       | 0           | 0          | 1            | 0            | 0            | 0            | 8        | 0      | 0           | 0          |
| G. Tudisco       | 3        | 0       | 0           | 0          | 3            | 0            | 0            | 0            | 6        | 0      | 0           | 0          |
| A. Zamanian      | 11       | 2       | 0           | 0          | 1            | 0            | 0            | 0            | 12       | 2      | 0           | 0          |